# Prionomysis australiensis
Prionomysis australiensis är en kräftdjursart som beskrevs av Murano 1990. Prionomysis australiensis ingår i släktet Prionomysis och familjen Mysidae. Inga underarter finns listade i Catalogue of Life.